# Sternotomis virescens
Sternotomis virescens este o specie de coleoptere din familia Cerambycidae. Denumirea științifică a speciei a fost publicată pentru prima dată în 1844 de John Obadiah Westwood.
Exemplare din această specie au fost identificate în următoarele țări din Africa Centrală:
- Angola.
- Benin.
- Gabon.
- Ghana.
- Sierra Leone.
- Togo.